# Olivia Bertrand
Olivia Bertrand (Évian-les-Bains, 2 gennaio 1989) è un'ex sciatrice alpina francese specialista dello slalom gigante. 
In seguito al matrimonio assunse anche il cognome del coniuge e per questo motivo nell'ultimo scorcio di carriera nelle liste FIS figurò come Olivia Gallay Bertrand od Olivia Gallay.
È cugina di Yannick, a sua volta sciatore alpino di alto livello.

## Biografia
Originaria di Abondance e attiva in gare FIS dal novembre del 2004, in Coppa Europa Olivia Bertrand esordì l'11 gennaio 2005 a Megève in supergigante (43ª), ottenne il primo podio il 3 dicembre 2006 a Ål in slalom gigante (2ª) e la prima vittoria il giorno successivo nelle medesime località e specialità. L'esordio in Coppa del Mondo avvenne il 15 dicembre successivo nella supercombinata di Reiteralm, in cui giunse 35ª; conquistò i primi due settimane dopo quando, il 28 dicembre, quando arrivò 18ª nello slalom gigante di Semmering. Nel 2007 partecipò ai Mondiali di Åre, suo esordio iridato, conquistando il 17º posto nella prova di slalom gigante.
Il 25 gennaio 2009 ottenne a Cortina d'Ampezzo in slalom gigante il suo miglior piazzamento in Coppa del Mondo (9ª) e ai successivi Mondiali di Val-d'Isère 2009 nella medesima specialità giunse 13ª. Sempre nel 2009 e sempre in slalom gigante ottenne la sua seconda e ultima vittoria, nonché ultimo podio, in Coppa Europa, il 14 marzo a Crans-Montana, e bissò il suo miglior piazzamento in Coppa del Mondo, il 28 novembre ad Aspen.
L'anno seguente arrivò 12ª nello slalom gigante ai XXI Giochi olimpici invernali di Vancouver 2010, sua unica partecipazione olimpica, e prese per l'ultima volta il via in Coppa del Mondo, l'11 marzo a Garmisch-Partenkirchen in slalom gigante (20ª). Dopo la stagione 2009-2010 prese parte a pochissime gare, tutte minori; l'ultima fu uno slalom gigante militare disputato il 27 marzo 2013 a La Clusaz, chiuso dalla Bertrand al 16º posto.

## Palmarès

### Coppa del Mondo
- Miglior piazzamento in classifica generale: 72ª nel 2010

### Coppa Europa
- Miglior piazzamento in classifica generale: 9ª nel 2007
- 3 podi:
  - 2 vittorie
  - 1 secondo posto

#### Coppa Europa - vittorie
| Data            | Località      | Paese    | Specialità |
| --------------- | ------------- | -------- | ---------- |
| 4 dicembre 2006 | Ål            | Norvegia | GS         |
| 14 marzo 2009   | Crans-Montana | Svizzera | GS         |

Legenda:

GS = slalom gigante

### Campionati francesi
- 3 medaglie[2]:
  - 2 ori (supergigante nel 2006; supergigante nel 2009)
  - 1 argento (discesa libera nel 2006)